# Arnold Melchior
Arnold (Aron) Lazarus Melchior (10. september 1857 – 9. december 1922) var redaktør i København og fader til den senere overrabbiner Marcus Melchior

## Baggrund og levned
Han er søn af vekselmægler i København Marcus Lazarus Melchior og hustru Sara, født Lazarus.
- Gift med Josephine Levin. 4 børn.
- Gift 22/7 1896 med den ældste af Levin Moses Wallach og fru Rikke's børn, Bertha Thora Wallach. Parret får 2 børn, Marcus (f. 26/5 1897) og Ludvig (f.17/8 1898).[1]